# Henri Leenhardt
Pour les articles homonymes, voir Leenhardt.
Henri Victor Leenhardt (1822-1904) est un industriel français, directeur de la compagnie générale des pétroles à Marseille. Républicain et protestant, il est membre de l'Église réformée, conseiller général de Bédarrides et brièvement maire de Sorgues (1881-1882).

## Biographie
Henri Leenhardt naît à Montpellier le 28 août 1822, fils de Pierre-Nicolas Leenhardt, filateur et administrateur du canal de Beaucaire, et d'Eugénie Castelnau. Il fait un séjour d'études au collège de garçons du château de Lenzbour durant lequel il se lie d'amitié avec Jules Imer. Il succède à son oncle maternel Jules Castelnau au sein de la société Imer frères, à Marseille, et prend en 1852 la direction de la fabrique de garance de Sorgues,. En 1856, la société prend le nom d'Imer frères et Leenhardt, et Henri Leenhardt est l'un des trois associés, avec ses beaux-frères, Jules Imer et Gustave Imer. Il dirige la société, remplacé à ce poste par son frère, André Leenhardt, en 1904.
Il épouse en 1845 Sophie Imer, dont le père Jules-Louis Imer est le fondateur de la maison Imer frères, leur fils Franz Leenhardt est théologien, professeur à la faculté de théologie protestante de Montauban.
Il fait construire un château au Grau-du-Roi, ultérieurement transformé en colonie de vacances.
Il est élu conseiller général du canton de Bédarrides (Vaucluse) le 20 novembre 1881 et il est brièvement maire de Sorgues, de 1881 à 1882.
Il meurt à Marseille le 7 avril 1904 et est inhumé à Sorgues.